# Contea di Hardin (Ohio)
La contea di Hardin (in inglese Hardin County) è una contea dello Stato dell'Ohio, negli Stati Uniti. La popolazione al censimento del 2000 era di 31 945 abitanti. Il capoluogo di contea è Kenton.